# Jézeau
Jézeau é uma comuna francesa na região administrativa de Occitânia, no departamento dos Altos Pirenéus. Estende-se por uma área de 12,2 km². Em 2010 a comuna tinha 97 habitantes (densidade: 8 hab./km²).